# ヒナ (女神)

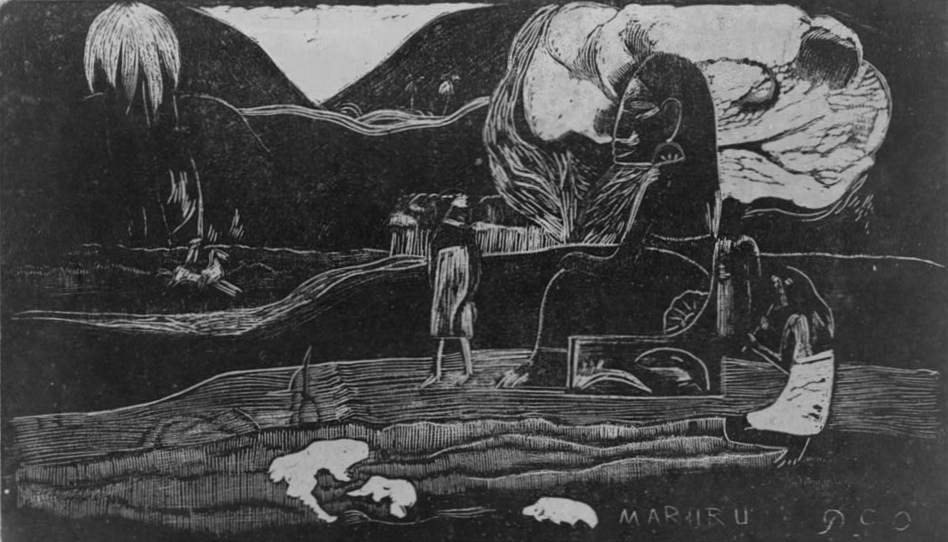
タヒチの女神ヒナへ供物を捧げる（ポール・ゴーギャン木版画、1893年）

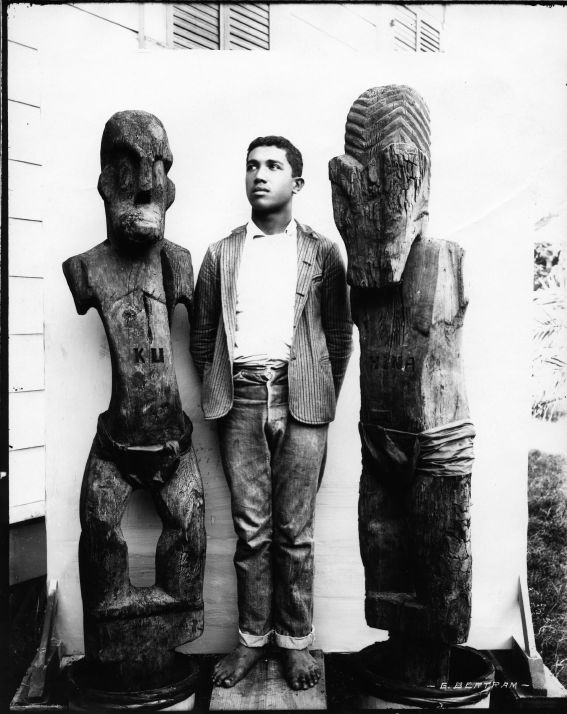
クー（左）とヒナのキイ（像）

ヒナ（ハワイ語: Hina）はハワイ神話やマオリ神話などを含むポリネシア神話に出てくる女神である。

## ニュージーランド
マオリ神話では、夜と死の神ヒネ・ヌイ・テ・ポや太陽の神マウイの姉妹 Hina-Ika （魚の女性）と Hina-Keha （明るい女性）として登場する。 

## クック諸島
クック諸島の神話では、ヒナは美しい少女で、ウナギの精で美しい若者になったトゥナと関係し、彼のおかげで大洪水を逃れて、彼の遺言で彼の首を地面に埋めたらそこからココナツの木が生えてきたという物語が語り継がれている。 

## ソシエテ諸島
ソシエテ諸島のタヒチの神話では、ヒナはウナギの神テトゥナ（Te Tuna）の妻だったが、彼に飽きて愛人を捜し歩き、ついにマウイの妻となって暮らす。テトゥナはしばらくマウイの家に住むが、やがてマウイとの決闘になり、マウイがテトゥナの首を地面に埋めたところ、そこからココナツの木が生えてきたという。 

## 米国ハワイ
ハワイ神話の古典的書物  を書いたマーサ・ベックウィズ（Martha Beckwith）は、女性のシンボルとしてのヒナを男性のシンボルとしてのクーと同列に扱って、カーネ、クー、ロノ、カナロアと共に5大神のように記述している。また、「Hina-Hanaia-i-ka-Malama」（月で働いている女性）を彼女の化身であるとしている。

## 台湾
台湾のパイワン族の「五年祭」は、先祖が女神から農耕や族長の婚礼などの儀式を学び、その後、女神との間で交わした約束が起源だともいわれている。 

## 参照項目
- ハワイ神話
- マオリ神話